# Салвирола
Салвиро̀ла (на италиански и на местен диалект: Salvirola) е село и община в Северна Италия, провинция Кремона, регион Ломбардия. Разположено е на 74 m надморска височина. Населението на общината е 1161 души (към 2016 г.).